# Marutea Sud
Marutea Sud – atol znajdujący się w południowo-wschodniej części archipelagu Tuamotu, w Polinezji Francuskiej, około 200 km na północny zachód od  Wysp Gambiera i 300 km na wschód od atolu Tureia. Administracyjnie należy do gminy Wyspy Gambiera. Powierzchnia atolu wynosi 14 km². Na atolu działają fermy specjalizujące się w hodowli czarnych pereł.